# Dendrotipula
Dendrotipula is een ondergeslacht van het geslacht van insecten Tipula binnen de familie langpootmuggen (Tipulidae).

## Soorten
Deze lijst van 8 stuks is mogelijk niet compleet.
- T. (Dendrotipula) curvicauda (Alexander, 1923)
- T. (Dendrotipula) dichroistigma (Alexander, 1920)
- T. (Dendrotipula) flavolineata (Meigen, 1804)
- T. (Dendrotipula) fortistyla (Alexander, 1934)
- T. (Dendrotipula) hoi (Alexander, 1936)
- T. (Dendrotipula) isshikii (Alexander, 1921)
- T. (Dendrotipula) nigrosignata (Alexander, 1924)
- T. (Dendrotipula) westwoodiana (Alexander, 1924)